# Campeonato Europeo de Taekwondo de 2024
El XXVI Campeonato Europeo de Taekwondo se celebró en Belgrado (Serbia) entre el 10 y el 12 de mayo de 2024 bajo la organización de la Unión Europea de Taekwondo (ETU) y la Federación Serbia de Taekwondo.
Las competiciones se realizaron en la Sala 1 de la Feria de Belgrado.

## Medallistas

### Masculino
| Evento         | Oro                             | Plata                              | Bronce                                                       |
| -------------- | ------------------------------- | ---------------------------------- | ------------------------------------------------------------ |
| –54 kg (09.05) | Furkan Çamoğlu Turquía          | Konstantinos Dimitrópulos · Grecia | Josip Teskera · Croacia · Maxym Manenkov · Ucrania           |
| –58 kg (10.05) | Vito Dell'Aquila · Italia       | Lev Korneev Serbia                 | Adrián Vicente Yunta · España · Qaşim Maqomedov · Azerbaiyán |
| –63 kg (09.05) | Omar Salim · Hungría            | Hakan Reçber Turquía               | Tobias Hyttel · Dinamarca · Volodymyr Bystrov · Ucrania      |
| –68 kg (11.05) | Bradly Sinden Reino Unido       | Ilia Danilov · AIN                 | Simur Mirzoyev · Ucrania · Levente Józsa · Hungría           |
| –74 kg (12.05) | Daniel Quesada Barrera · España | Zurab Kintsurashvili Georgia       | Cavad Ağayev · Azerbaiyán · Jarálambos Fluskunis · Grecia    |
| –80 kg (11.05) | Toni Kanaet · Croacia           | Kostiantyn Kostenevych · Ucrania   | Maxim Jramtsov · AIN · Nedžad Husić · Bosnia y Herzegovina   |
| –87 kg (10.05) | Enbiya Taha Biçer Turquía       | Richard Ordemann · Noruega         | Artem Harbar · Ucrania · Vasíleios Tholiotis · Grecia        |
| +87 kg (12.05) | Caden Cunningham Reino Unido    | Iván García Martínez · España      | Krystian Haremza · Polonia · Emre Ateşli · Turquía           |

### Femenino
| Evento         | Oro                      | Plata                             | Bronce                                                      |
| -------------- | ------------------------ | --------------------------------- | ----------------------------------------------------------- |
| –46 kg (11.05) | Lena Stojković · Croacia | Džejla Makaš Bosnia y Herzegovina | Viktoriya Nahurna · Ucrania · Phoenix Goodman · Reino Unido |
| –49 kg (09.05) | Adriana Cerezo · España  | Merve Dinçel Turquía              | Supharada Kisskalt · Alemania · Bruna Duvančić · Croacia    |
| –53 kg (10.05) | Tatiana Minina · AIN     | Zeynep Taşkın Turquía             | Andrea Bokan Serbia Ada Avdagić Bosnia y Herzegovina        |
| –57 kg (12.05) | Nika Karabatić · Croacia | Jade Jones Reino Unido            | Faní Tzeli · Grecia · Luana Márton · Hungría                |
| –62 kg (12.05) | Kimia Alizadeh Bulgaria  | Aaliyah Powell Reino Unido        | Ivana Arelić · Croacia · Petra Štolbová · República Checa   |
| –67 kg (11.05) | Sarah Chaari · Bélgica   | Magda Wiet-Hénin Francia          | Jolanta Tarvida Letonia Aleksandra Perišić Serbia           |
| –73 kg (09.05) | Althéa Laurin Francia    | Sude Uzunçavdar Turquía           | Matea Jelić · Croacia · Yanna Schneider · Alemania          |
| +73 kg (10.05) | Lorena Brandl · Alemania | Nafia Kuş Turquía                 | Rebecca McGowan · Reino Unido · Kristina Adebayo · AIN      |

## Medallero
| Núm. | País                 | Oro | Plata | Bronce | Total |
| ---- | -------------------- | --- | ----- | ------ | ----- |
| 1    | Croacia              | 3   | 0     | 4      | 7     |
| 2    | Turquía              | 2   | 5     | 1      | 8     |
| 3    | Reino Unido          | 2   | 2     | 2      | 6     |
| 4    | España               | 2   | 1     | 1      | 4     |
| 5    | AIN                  | 1   | 1     | 2      | 4     |
| 6    | Alemania             | 1   | 0     | 2      | 3     |
| 6    | Hungría              | 1   | 0     | 2      | 3     |
| 8    | Francia              | 1   | 1     | 0      | 2     |
| 9    | Bélgica              | 1   | 0     | 0      | 1     |
| 9    | Bulgaria             | 1   | 0     | 0      | 1     |
| 9    | Italia               | 1   | 0     | 0      | 1     |
| 12   | Ucrania              | 0   | 1     | 5      | 6     |
| 13   | Grecia               | 0   | 1     | 3      | 4     |
| 14   | Bosnia y Herzegovina | 0   | 1     | 2      | 3     |
| 14   | Serbia               | 0   | 1     | 2      | 3     |
| 16   | Georgia              | 0   | 1     | 0      | 1     |
| 16   | Noruega              | 0   | 1     | 0      | 1     |
| 18   | Azerbaiyán           | 0   | 0     | 2      | 2     |
| 19   | Dinamarca            | 0   | 0     | 1      | 1     |
| 19   | Letonia              | 0   | 0     | 1      | 1     |
| 19   | Polonia              | 0   | 0     | 1      | 1     |
| 19   | República Checa      | 0   | 0     | 1      | 1     |
|      | TOTAL                | 16  | 16    | 32     | 64    |

1. 1 2 3 4 5  Los deportistas de Rusia participaron bajo la denominación «Atletas Individuales Neutrales» y las siglas AIN.